# São José dos Ausentes
Pour les articles homonymes, voir São José.
São José dos Ausentes est une municipalité du Nord-Est de l'État du Rio Grande do Sul faisant partie de la microrégion de Vacaria  et située à 233 km au nord-est de Porto Alegre, capitale de l'État. Elle se situe à une latitude de 28° 44′ 54″ Sud et à une longitude de 50° 03′ 57″ Ouest, à une altitude de 1 403 mètres. Sa population était estimée à 3 180 habitants, pour une superficie de 1 177 km2. On y accède par la BR-285. La température moyenne annuelle est de 13 °C.

## Géographie
São José dos Ausentes est située à l'extrême Nord-Est de l'État, séparée de celui de Santa Catarina par les contreforts des Aparados da Serra, ayant le pic du Monte Negro à 1 403 mètres d'altitude, point le plus élevé de l'État. Ce dernier se trouve à 40 km du centre de la municipalité.
Sur son territoire au fort potentiel hydrologique, naissent les sources du rio das Contas et du rio das Antas, affluents de la formation des bassins des rios Guaíba et Uruguai.
La municipalité abrite les plus hautes sources d'eau cristallines de l'État. Avec environ 100 km de falaises de la Serra Geral, les denses buissons, les araucarias et la végétation de cinchona des à-pics recouverte de lichens multicolores forment le paysage local. 

## Histoire
Le complément du nom "Ausentes" est expliqué par le fait que les premiers propriétaires des terres qui forment aujourd'hui la municipalité n'assumaient pas leurs biens (ausentes = "absents"). Cet état de fait fit que, par deux fois, les propriétés furent mises aux enchères pour cause d'absence de propriétaire ou d'héritiers. Le défrichement et la mise en valeur de ces terres commença en 1729, quant fut ouvert le Caminho dos Conventos (Le Chemin des couvents). La Fazenda dos Ausentes fut la plus grande propriété foncière de l'État avec plus de 1 000 km2.
Du premier chemin des conducteurs de bétail qui passaient par les Campos de Cima da Serra et du passage des jésuites qui fuyaient la destruction des missions restent des vestiges. Aujourd'hui, ce sont des musées de pierre à l'air libre parmi les constructions les plus anciennes du Rio Grande do Sul.

## Économie
L'économie est essentiellement tournée vers l'industrie du bois, l'élevage, les cultures de pommes et de pommes de terre. Le tourisme écologique et rural sont deux autres activités bien développées, du fait des richesses naturelles de l'endroit.

## Villes voisines
- Bom Jesus
- Jaquirana
- Cambará do Sul

## Site externe
- (pt) Informations touristiques

## Note
1. ↑  IBGE